# Liste der Monuments historiques in L’Isle-sur-la-Sorgue
Die Liste der Monuments historiques in L’Isle-sur-la-Sorgue führt die Monuments historiques in der französischen Gemeinde L’Isle-sur-la-Sorgue auf.

## Liste der Bauwerke
| Bezeichnung | Beschreibung | Standort                             | Kennzeichnung | Schutzstatus   | Datum     | Bild           |
| --- | --- | ------------------------------------ | ------------- | -------------- | --------- | -------------- |
| Altes Kino Decke                                                                                                | Dieses Gebäude aus dem 14. Jh. befindet sich im Stadtteil Isle-sur-l’Orgue. Im Technikraum des ehemaligen Kinos befindet sich eine Decke mit einem seltenen, sehr feinen Prägemuster. | 1 place Fernand Buisson (Lage)       | PA84000065    | Inscrit        | 2011      |                |
| Chapelle des Pénitents Blancs Fassade, Dach                                                                     | ehemalige Kapelle der Weißen Büßer | place de la Liberté (Lage)           | PA00082055    | Inscrit        | 1974      | weitere Bilder |
| Gebäude Fassade, Dach                                                                                           | | 51-53 rue Carnot (Lage)              | PA00082052    | Inscrit        | 1974      | weitere Bilder |
| Gebäude Garten, Treppe, Nische, Fassade, Treppengeländer, Dach                                                  | | 55 rue Denfert-Rochereau (Lage)      | PA00082053    | Inscrit        | 1984      |                |
| Hôtel-Dieu Kapelle, Apotheke, Springbrunnen, Garten, Hof, Eingangshalle, Treppe, Eingangstor, Fassade, Dach     | | place des Frères Brun (Lage)         | PA00082050    | Classé Inscrit | 1969 2021 | weitere Bilder |
| Hôtel Donadeï de Campredon Garten, Springbrunnen, Eingangshalle, Treppe, Nische, Fassade, Treppengeländer, Dach | | 20 rue du Docteur Tallet (Lage)      | PA00082054    | Inscrit        | 1979      |                |
| Hôtel de Palerne Schuppen, Eingangshalle, Treppe, Fassade, Treppengeländer, Dach, Innendekor                    | | 19 rue de la République (Lage)       | PA00082051    | Inscrit        | 1977      |                |
| Hôtel de Varvarenne                                                                                             | | 10-12 rue Danton (Lage)              | PA84000078    | Inscrit        | 2018      |                |
| Jüdischer Friedhof Eingangstor, Grabstätte, Denkmal                                                             | Die jüdische Gemeinde ist seit dem 13. Jh. dokumentiert, und die erste Erwähnung eines Friedhofs stammt aus der Mitte des 16. Jh. Im Jahr 1736 vergrößerte die Gemeinde ihn durch den Kauf eines benachbarten Grundstücks. Der heutige Friedhof beherbergt in den Familienanlagen etwa vierzig Gräber aus dem 19. Jh. bis 1939, als er aufgegeben wurde. | chemin du Cimetière-Israélite (Lage) | PA84000051    | Inscrit        | 2008      | weitere Bilder |
| Kapelle St-Andéol                                                                                               | | chemin de la Chapelle (Lage)         | PA84000073    | Inscrit        | 2016      | weitere Bilder |
| Kornspeicher | | place de la Liberté (Lage)           | PA00082049    | Inscrit        | 1974      | weitere Bilder |
| La Tour d’Argent                                                                                                | | 1 place Ferdinand-Buisson (Lage)     | PA84000058    | Classé         | 2012      |                |
| Maison Renaissance Treppe, Türmchen, Fassade, Dach                                                              | | 4 rue Ledru Rollin (Lage)            | PA00082056    | Inscrit        | 1961      |                |
| Pfarrkirche Notre-Dame-des-Anges                                                                                | | place de la Liberté (Lage)           | PA00082048    | Classé         | 1911      | weitere Bilder |

## Liste der Objekte
| Bezeichnung | Beschreibung | Standort                                          | Kennzeichnung | Schutzstatus | Datum | Bild           |
| --- | --- | ------------------------------------------------- | ------------- | ------------ | ----- | -------------- |
| Altäre, Predellen und Tabernakel | | Hôtel Dieu Kapelle                                | PM84000444    | Classé       | 1970  |                |
| 27 Apothekengefäße | Fayencegefäße aus Moustiers mit blauer Dekoration, Zeit Ludwig XV. | Hôtel Dieu Apotheke                               | PM84000441    | Classé       | 1935  |                |
| Apothekenmörser | Bronzemörser von Balthazar Serre, Anfang 17. Jh., Höhe 28 cm, ⌀ 46,5 cm | Hôtel Dieu Apotheke                               | PM84000442    | Classé       | 1935  |                |
| Nische mit Madonnenstatue | | Hôtel Dieu Große Vorhalle                         | PM84000443    | Classé       | 1942  |                |
| Wandtäfelung | | Hôtel Dieu Apotheke                               | PM84000440    | Classé       | 1935  |                |
| Beichtstuhl | | Kirche 1. Kapelle Evangelienseite                 | PM84000439    | Classé       | 1933  |                |
| Choreinfriedung | schmiedeeiserner Zaun aus dem 18. Jh., stammt aus der Synagoge und wurde durch die Hinzufügung von christlichen Ornamenten in der Kirche nutzbar gemacht | Kirche                                            | PM84000418    | Classé       | 1908  |                |
| Chorgestühl | Das Chorgestühl aus dem 17. Jh. stammt aus dem Franziskanerkloster, es ersetzte das 1793 zerstörte der Kanoniker. | Kirche Chor                                       | PM84000416    | Classé       | 1908  |                |
| Flachrelief Die Taufe Christi | | Kirche Taufkapelle                                | PM84000428    | Classé       | 1908  |                |
| Hauptaltar | Altar des 18. Jh. aus Carrara-Marmor, auf beiden Seiten mit knienden Engeln geschmückt. | Kirche                                            | PM84000414    | Classé       | 1908  |                |
| Retabel des Hauptaltars, Gemälde Mariä Himmelfahrt | Gemälde aus dem Jahr 1630 von Reynaud Levieux | Kirche                                            | PM84000415    | Classé       | 1908  |                |
| Kanzel | | Kirche                                            | PM84000419    | Classé       | 1908  |                |
| 1. Nordkapelle: Retabel, Wandtäfelung, fünf Gemälde mit Szenen aus dem Leben des hl. Rochus | Eine Leinwand schmückt das Retabel, die anderen vier sind in die Täfelung eingebettet. | Kirche 1. Nordkapelle Saint Roch                  | PM84000421    | Classé       | 1908  |                |
| 2. Nordkapelle: Altar, Retabel, Wandtäfelung, Gemälde Die Verkündigung | Gemälde aus dem 17. Jh. von Pierre Mignard | Kirche 2. Nordkapelle Vierge                      | PM84000422    | Classé       | 1908  |                |
| 3. Nordkapelle: Altar, Retabel, Gemälde Die Kirchenlehrer, Täfelung mit sechs Gemälden Der hl. Joseph, Die Verkündigung, Die Heimsuchung, Die Beschneidung, Die Flucht nach Ägypten und Der Ewige Vater | Das Gemälde Die Kirchenlehrer von Pierre Mignard schmückt das Retabel, von ihm stammt auch das Gewölbebild Der Ewige Vater. Die anderen in die Täfelung eingelassenen Leinwände mit Szenen aus der Kindheit Christi sind aus der Schule von Perugino.        | Kirche 3. Nordkapelle Sacré-Coeur                 | PM84000423    | Classé       | 1908  |                |
| 4. Nordkapelle: Statue Liegende St. Magdalena und zwei Gemälde St. Magdalena, Die Vergöttlichung der hl. Elisabeth von Ungarn                                                                           | Das Gemälde, das die hl. Magdalena darstellt, ist ein Werk von Pierre Parrocel und stammt aus dem Jahr 1707. Das zweite Gemälde ist von Philippe Sauvan (1697–1792) und wurde 1991 restauriert.                                                              | Kirche 4. Nordkapelle Sainte Madeleine            | PM84000424    | Classé       | 1908  |                |
| 5. Nordkapelle: Altar, Retabel, Täfelung, Flachreliefs, Statuen, drei Gemälde: Die Geburt Christi, Die Darstellung der Jungfrau Maria, Die Darstellung des Herrn im Tempel                              | Pierre Parrocel ist der Schöpfer des Gemäldes, das die Geburt Christi darstellt und auf 1704 datiert wird. Von Nicolas Mignard stammt die Darstellung Jesu im Tempel (1665) und die Darstellung der Jungfrau wird Simon Vouet zugeschrieben, der 1649 starb. | Kirche 5. Nordkapelle                             | PM84000425    | Classé       | 1908  |                |
| 6. Nordkapelle: Retabel, Wandtäfelung, Statuen des hl. Matthias und der hl. Margarete, vier Gemälde mit Szenen aus dem Leben Christi                                                                    | In die Seitenwände sind vier Medaillons auf marouflierten Leinwänden eingelassen, die Szenen aus dem Leben Christi darstellen. | Kirche 6. Nordkapelle Saint-Esprit                | PM84000426    | Classé       | 1908  |                |
| 1. Südkapelle: Retabel, Wandtäfelung, vier Flachreliefs, Gemälde Die Reinigung der Jungfrau Maria | Die Täfelung und das Retabel sind aus geschnitztem und vergoldetem Holz. Vier bemalte Flachreliefs aus Holz sind in die Täfelung eingebettet. Eine Leinwand vom Ende des 15. Jahrhunderts schmückt das Retabel.                                              | Kirche 1. Südkapelle Saint Crépin                 | PM84000427    | Classé       | 1908  |                |
| 3. Südkapelle: Täfelung, Statuen der vier Evangelisten, Gemälde mit St. Antonius | | Kirche 3. Südkapelle Saint Antoine                | PM84000429    | Classé       | 1908  |                |
| 5. Südkapelle: Ex-Voto-Malerei Die Präsentation eines Kindes vor der hl. Jungfrau und vier Gemälde mit Szenen aus dem Leben der hl. Jungfrau                                                            | Vier in die Täfelung eingebettete Leinwände zeigen Szenen aus dem Leben der Jungfrau Maria. Das Gemälde von Wilhelm Ernst Greve ist ein Ex voto, die Familie des Kindes stiftete es als Zeichen der Dankbarkeit, weil es der Pest entkommen war.             | Kirche 5. Südkapelle Notre-Dame du Salut          | PM84000430    | Classé       | 1908  |                |
| 6. Südkapelle: Retabel, Wandtäfelung, Gemälde: Die hl. Jungfrau überreicht hl. Dominikus den Rosenkranz                                                                                                 | Das Gemälde in Form eines Rundbogens wird dem 1792 verstorbenen Philippe Sauvan zugeschrieben. | Kirche 6. Südkapelle Rosaire                      | PM84000431    | Classé       | 1908  |                |
| Konsole | | Kirche Chor, Evangelienseite                      | PM84000434    | Classé       | 1933  |                |
| Emporenorgel | Orgel aus dem 17. Jh. von Charles Royer, restauriert von Giovanni Mentasti im 19. Jh. und von Jean Deloye und Alain Sals 1981/82 | Kirche                                            | PM84001154    | Classé       | 1908  | weitere Bilder |
| Empore und Prospekt der Emporenorgel | Die Täfelung unter der Empore stammt aus der Kirche der Minimiten. Gegenüber diesem Orgelgehäuse befindet sich ein zweites Gehäuse mit Orgelattrappen, das auf Symmetrie (Einfluss der italienischen Cantorien = gegenüberliegende Tribünen) ausgelegt ist.  | Kirche                                            | PM84000420    | Classé       | 1908  |                |
| Instrumentaler Teil der Emporenorgel | Der Spieltisch en fenêtre hat zwei Manualwerke (11 und 3 Register) und ein Pedalwerk (2 Register). | Kirche                                            | PM84001155    | Classé       | 1974  |                |
| Skulpturengruppe Himmelfahrt und Krönung Mariens | | Kirche Tympanon, Innenseite                       | PM84000432    | Classé       | 1908  |                |
| Statue des Saint Augustin | | Kirche Kirchenschiff, Evangelienseite             | PM84000437    | Classé       | 1933  |                |
| Statue des hl. Elzearius von Sabran | | Kirche                                            | PM84000438    | Classé       | 1933  |                |
| Statuen von St. Johannes dem Evangelisten und St. Jakobus dem Jüngeren | | Kirche Kirchenschiff, Evangelienseite, 3. Pfeiler | PM84000436    | Classé       | 1933  |                |
| Wandleuchter | | Kirche Chor, Evangelienseite                      | PM84000435    | Classé       | 1933  |                |
| Wandtäfelung und Statuen von Saint Pierre, Saint Laurent, Saint Paul und Saint Pancrace | Halbkreisförmige Täfelung aus dem 17. Jh. mit vier Nischen, in denen vergoldete Holzstatuen aufgestellt sind. | Kirche Chor                                       | PM84000417    | Classé       | 1908  |                |
| Windfang des Haupteingangs | | Kirche Haupteingang                               | PM84000433    | Classé       | 1933  |                |